# 化学消防車MB-1型
化学消防車MB-1型（かがくしょうぼうしゃエムビーいちがた）は、海上自衛隊が装備する空港用化学消防車。
東急車輛製造が1963年に初生産し、現在でも改修型のMB-1型改、MB-1型改2（MB-1改B型、1995年から配備）が航空基地における対航空事故の主力として、消火と搭乗員救出を担っている。また、2011年には福島第一原子力発電所事故にも出動した。
車体には水と消火剤を積載しており、これを混ぜて、車体上部の強力な噴射機（ターレット）及び消防隊員が伸ばしたホース（ハンドライン）から放水を行う。
2013年頃、陸上、海上、航空各自衛隊の共通仕様書として防衛省仕様書が作成され、それに基づき海上自衛隊は救難消防車（IA、IB、II型）の取得を実施している。
2014年以降、第一実業株式会社が米国オシュコシュ・コーポレーションのグローバル・ストライカーを輸入し、日本機械工業株式会社において日本仕様に改修、これを販売している。

## 諸元

### MB-1型
（MB-1型改？）
- 全長：10125mm
- 全高：3400mm
- 全幅：2495mm
- 乗員：8名
- 排気量：17900cc
- 出力：350ps/2200rpm
- タンク容量：4800L（水）、480L（化学剤）
- 噴射量：1050L/1min×2（ターレット部）、150L/1min×2（ハンドライン）

### MB-1改B型
- 全長：10980mm
- 全高：2495mm
- 全幅：3400mm
- 乗員：8名
- 排気量：17900cc
- 出力：350ps/2200rpm
- タンク容量：4800L（水）、480l（薬剤）
- 噴射量：2700L/1min（ターレット部）、200L/1min×2（ハンドライン）